# Роби (Тексас)
Роби (енгл. Roby) град је у америчкој савезној држави Тексас. По попису становништва из 2010. у њему је живело 643 становника.

## Демографија
Према попису становништва из 2010. у граду је живело 643 становника, што је 30 (4,5%) становника мање него 2000. године.
| Група             | 2000.       | 2010.       |
| Белци             | 493 (73,3%) | 390 (60,7%) |
| Афроамериканци    | 22 (3,3%)   | 24 (3,7%)   |
| Азијати           | 0 (0,0%)    | 0 (0,0%)    |
| Хиспаноамериканци | 149 (22,1%) | 226 (35,1%) |
| Укупно            | 673         | 643         |